# Michael
Michael és una pel·lícula estatunidenca de fantasia dirigida per Nora Ephron, estrenada el 1996 i doblada al català

## Argument
Dos periodistes investiguen sobre un suposat verdader àngel que viu amb una senyora gran. Aquest àngel no s'assembla en res a un àngel, fuma, beu, i posseeix una activitat sexual molt activa. Accepta seguir els dos periodistes a Chicago.

## Repartiment
- John Travolta: Michael
- Andie MacDowell: Dorothy Winters
- William Hurt: Frank Quinlan
- Bob Hoskins: Vartan Malt
- Jean Stapleton: Pansy Milbank
- Teri Garr: Juge Esther Newberg
- Carla Gugino: Bride
- Catherine Lloyd Burns: Evie
- Calvin Trillin: Xèrif
- Joey Lauren Adams: Anita